# Chronologie de la Dacie
Pour les articles homonymes, voir Dacie (homonymie).
Ceci est une chronologie des évènements relatifs à la Dacie et aux Daces.

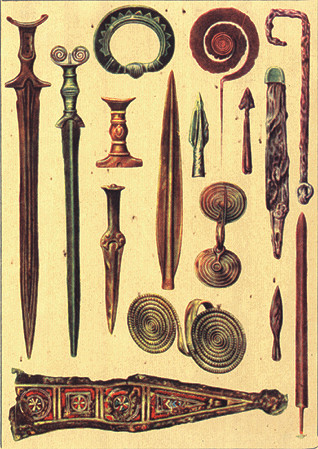
Objets archéologiques, datés de 1700 à 800 avant notre ère.

## Avant les Daces

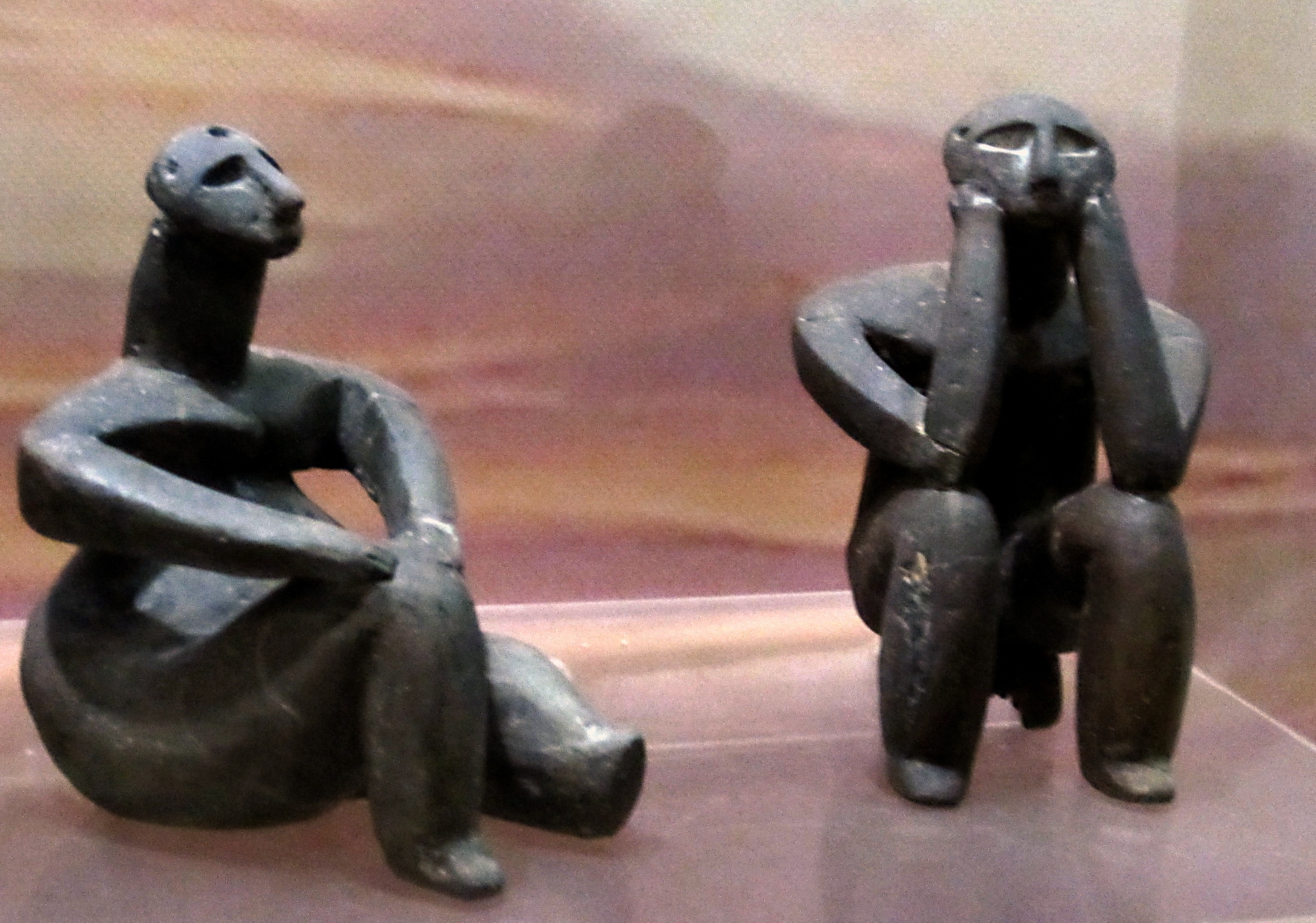
Les « penseurs » de Hamangia.

Avant les Daces, qui sont des Indo-Européens classés (dès Hérodote) parmi les peuples Thraces, de nombreuses cultures, déjà agricoles dès 4500 avant notre ère, se sont épanouies dans le bassin du bas-Danube. Elles sont généralement associées aux populations mal identifiées, mais appelées par commodité Pélasges, (Πελασγοί), différenciées en Pélasges vinciens ou Vinciens, auteurs de la Culture de Vinča, dans la future Dacie et l'actuelle Serbie, et en Pélasges diminiens, auteurs de la Culture de Dimini, dans le reste des Balkans. Parmi les trouvailles archéologiques, nous avons: 
- -6000 : cognée appartenant à la culture dite Starčevo-Criș
- -5000 : mine de la culture Starčevo-Criș (Serbie et Roumanie)
- -4500 : selon les mythes protochronistes, les tablettes de Tărtăria seraient la plus ancienne écriture au monde, mille ans avant celle de Sumer.
- -4500 : nombreux objets d'art, dont les statuettes des « penseurs » de Hamangia.

## Avant Burebista
- De 2400-1700 avant notre ère, à la fin du Néolithique, des peuples d'origine indo-européenne s'installent sur plus ou moins le territoire de la Dacie, en même temps que dans le reste de l'Europe. Ces peuples, que Hérodote classe parmi les Thraces, sont dits Gètes par les Grecs (Γετοί) et Daces par les Romains (Daci). Les détails de leur arrivée sont controversés, mais la plupart des auteurs s'accordent maintenant à penser qu'il ne s'est pas agi d'une simple conquête avec disparition d'une population au profit d'une autre, mais d'une lente assimilation des populations antérieures par les nouveaux venus, comme ailleurs en Europe (Ligures ou Ibères assimilés par les Celtes, Villanoviens assimilés par des Lydiens pour former les Étrusques, Étrusques assimilés par les Latins pour former les Romains, Celtes assimilés par les Romains pour former les Gallo-Romains, Gallo-Romains assimilés par les Francs pour former les Français, et ainsi de suite…).
- entre 1800 et 1200 avant notre ère, début du culte de Gabeleisos, demiurge et architecte de l'univers.
- datant de 1700-1200 avant notre ère, plusieurs trésors de l'époque thraco-gète, dont des objets d'or et d'argent,
- de 800 à 500 avant notre ère, une partie des Scythes se déplacent vers l'ouest et s'intègrent aux Gètes qui, à leur tour, diffusent vers le nord, l'ouest et le sud, comme on le voit sur les cartes de Ptolémée. À la même époque, qui voit une péjoration climatique dans toute l'Europe, avec abandon de nombreux sites et migrations, différentes populations celtiques, germaniques, illyriennes, italo-villanoviennes s'installent également dans la région : en Dacie, les celtes sont des Scordices (en Transylvanie et le long du Danube), tandis que les Bastarnes (dans l'actuelle Moldavie) sont des celto-germains.
- en 753 avant notre ère, fondation de Rome.
- l'an 713 avant notre ère marque le début du calendrier dace. Un prophète de Gabeleisos, du nom de Zalmoxis, aurait vécu à cette époque. Le nom de Zalmoxis a été porté par des chefs spirituels appelés Polistes, tandis que les chefs temporels étaient des Tarabostes et les simples citoyens, des Comates (« chevelus »). L'un de ces Polistes, selon Hérodote, aurait été initié pythagoricien et aurait ensuite regagné la Dacie, où il aurait été fort considéré, récit qui confirme la forte influence grecque sur la Dacie due à l'installation des colonies grecques vers 700-600 avant notre ère sur la mer Noire (alors Pont-Euxin).
- vers 500-300 avant notre ère, Gètes/Daces et Grecs commercent intensément : les Daces exportent des céréales, du miel, des cires, des peaux, des fourrures, du bois ; les Grecs des bijoux, gobelets ouvragés, services de table, céramiques, tissus fins, fibules, parfums, huiles et vins.
- vers 400 avant notre ère, Hérodote relate l'attaque des Perses sur le Danube, et les déplacements de populations consécutives (de nombreux Thraces du sud passent au nord du fleuve).
- En 335 avant notre ère, Alexandre le Grand s'attaque à son tour aux Daces en traversant le Danube, où il rencontre 4000 tarabostes à cheval et 10.000 comates à pied. Il voit des champs cultivés partout et revient avec un important butin provenant d'une seule ville (Sacidava (en)), ce qui montre le développement et la richesse des Gètes/Daces. Alexandre nomme gouverneur l'un de ses stratèges, Zopyrion, mais les Gètes/Daces, les Scythes et les Olbiens pontiques l'anéantissent avec son armée, pendant qu'Alexandre fait campagne en Asie.
- En 148 avant notre ère, la Macédoine est transformée en province romaine et les Daces montent des expéditions au sud du Danube pour piller les possessions romaines de Mésie.
- En 112-109 avant notre ère, nombreux heurts avec les Bastarnes et les Romains.
- En 74 avant notre ère, les Daces prêtent main-forte aux Scordices et aux Dardanes de Mésie en lutte contre Rome.

## De Burebista à Décébale

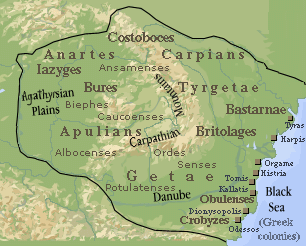
La confédération dace de Burebista en 82 av. J.-C.

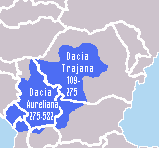
En bleu les deux Dacies romaines successives : la « trajane » et l'« aurélienne ».

- En 60 avant notre ère, le roi Burebista fédère les tribus daces/gètes du bas-Danube et de la mer Noire. Il organise une efficace armée commune, confirme les privilèges des cités grecques pontiques, des polistes et des tarabostes, mais aussi les libertés des comates, et passe alliance avec le roi Mithridate du Pont. Il fait construit la cité-forteresse de Sarmizégétuse, capitale fédérale, avec plus de 40 terrasses, de multiples remparts et des centres cultuels, dont un observatoire astronomique/calendrier.
- En 60-59 avant notre ère, Burebista repousse les Bastarnes et les Boïens, des Celto-Germains menaçant la Dacie au nord. Il rassemble ensuite une armée d'environ 200 000 hommes, et offre ses services à Pompée pour participer à sa guerre contre Jules César. Burebista s'allie aux villes grecques d'Olbia du Pont (dans l'actuelle Ukraine) et d'Apollonie du Pont (Sozopol dans l'actuelle Bulgarie) : il contrôle alors un territoire comprenant les actuelles Hongrie orientale, Roumanie, Moldavie, Ukraine occidentale, Serbie et Bulgarie septentrionales.
- En 44 avant notre ère, Jules César projette de mener une expédition contre les Daces, à la fois parce qu'ils avaient soutenu Pompée, et parce qu'ils ravageaient régulièrement la Mésie romaine au sud du Danube. L'assassinat de César met fin au projet.
- La même année, Burebista lui aussi est assassiné, pour les mêmes raisons que César : un pouvoir jugé excessif par l'aristocratie patricienne (tarabostes). La fédération se défait et plusieurs royaumes en émergent. L'un d'eux a pour souverain Cotiso, dont Auguste aurait souhaité épouser la fille, et qu'il aurait fiancé à sa propre fille de 5 ans, Julia. Cotiso apparaît dans Horace (« Occidit Daci Cotisonis agmen », Odes, III. 8. 18) - qui, puisque l'ode est datée du 1er mars 29, fait probablement référence à la campagne de Marcus Crassus (30 av. J.-C.-28 av. J.-C.), plutôt qu'à celle de Cornelius Lentulus, consul seulement en 18 av. J.-C..
- Rome est désormais un Empire : Auguste déclare que les Daces ont reconnu sa suprématie[3].
- En 69 de notre ère, profitant des troubles à Rome (pendant l'année des quatre empereurs), les Sarmates roxolans et les Daces/Gètes envahissent et pillent la Mésie : le gouverneur de Mésie et le général romain Mucien rétablissent l’ordre romain[4].

## La Dacie, province romaine

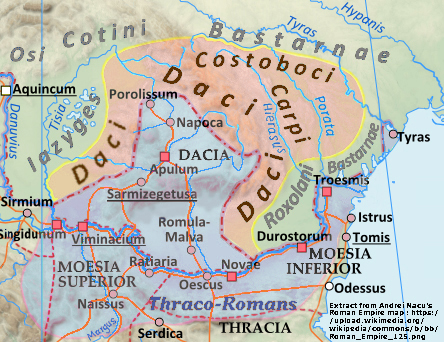
En bleu, les Thraces romanisés; en rouge foncé les régions occupées par les Thraces du nord non romanisés (Daces libres)

Carte des Balkans au VIe siècle, à la veille de l'arrivée des Slaves, montrant les provinces du "Diocèse de Dacie".

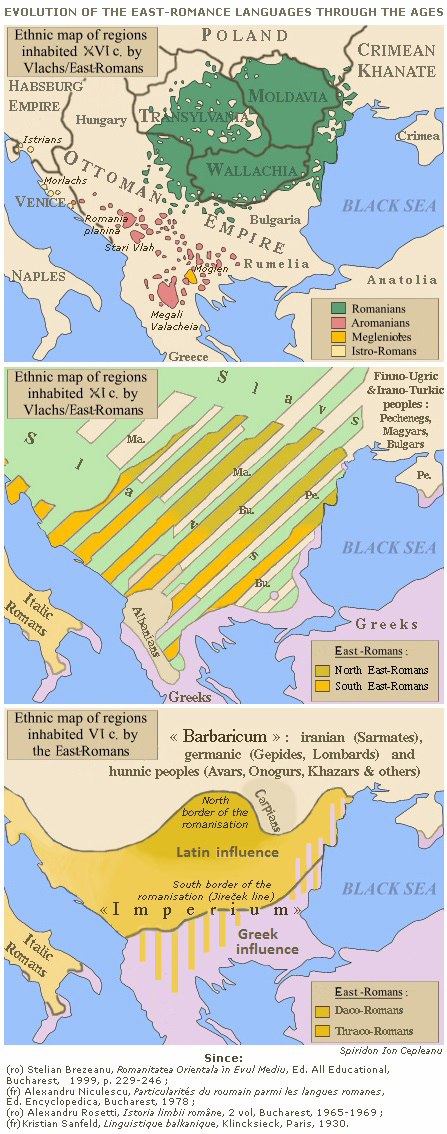
Évolution des langues romanes orientales selon la majorité des linguistes.

- De 85 à 92 de notre ère, les Daces mènent deux guerres contre les Romains, sous le règne de l’empereur Domitien, et des rois daces Douros ou Diourpanaeos (Diurpanée), et de leur successeur Décébale. Lors de la première guerre de 85 à 89, les Romains subissent plusieurs revers : le légat consulaire Oppius Sabinus fut battu et le préfet du prétoire Cornelius Fuscus tué au combat (Suétone, Vie des douze Césars, Domitien, VI). Tettius Iulianus reprend l’avantage en 88, mais les Quades et les Marcomans, des Germains, attaquent à leur tour les Romains, les obligeant à une paix provisoire en 89. Décébale restitue les armes et une partie des prisonniers romains, cherchant la paix, mais reste puissant et menaçant. Au sud du Danube, l'Empire romain a déjà intégré les Balkans et des dominera pendant six siècles (jusqu'à la bataille d'Ongal en 680) mais les pillages des Daces/Gètes et la présence d'importants gisements d'or dans leurs montagnes décide Rome à conquérir aussi la rive nord du Danube, qui sera intégrée pour 170 ans (actuelles Olténie, Banat et Transylvanie).
- En 101-102 de notre ère l'empereur Trajan mène une première campagne (101 - 102) et un long siège de la capitale dace Sarmizégétuse. L’expédition a été longuement préparée : percement d’une route à travers la montagne, creusement d’un canal pour contourner les rapides du Danube aux Portes de Fer… Pour assoiffer la capitale, les sapeurs Romains cherchent les adductions d'eau en tuyaux de tuiles, approvisionnant secrètement la cité. Ils en bloquent quelques-unes, mais ils ne les trouvent pas toutes, et la capitale résiste.
- En 105-106 de notre ère, l'histoire de cette guerre est relatée dans Dion Cassius. L'architecte Apollodore de Damas construit un pont sur le Danube, de vingt piliers en pierre, long de 1,2 km à Drobeta (entre 103 et 105). Face à la supériorité romaine, le suicide de Décébale pour ne pas avoir à subir une capture humiliante, et pour permettre à ses Tarabostes de négocier une paix pas trop dure, marque la fin de la Dacie antique et le début de la province romaine de Dacie. Sa tête et sa main droite sont apportées à Trajan en guise de trophées de guerre, et la victoire est célébrée avec faste à Rome. En l'honneur de ces victoires au nord Danube, Trajan fait alors ériger deux monuments : la Colonne Trajane à Rome et le Tropaeum Traiani dans la localité d'Adamclisi en Dobrogée. En outre, Trajan, dans son Forum, fit ériger des statues de prisonniers daces illustres (des Tarabostes, généraux de Décébale), qui se trouvent actuellement au sommet des colonnes de l'Arc de Constantin, ultérieur. Le reste des Daces (actuelles Moldavie et Munténie) sauvegarde sa liberté, avec les tribus des Tyrgètes, des Costoboces et des Carpiens (les "rocailleux", qui ont donné leur nom aux Carpates).
- vers 136 de notre ère, les Daces intégrés dans l'armée romaine combattent sous leurs propres enseignes (comme auxiliaires), utilisant leur dragon qu'ils emportent partout. Ils utilisent leur propre technique de combat et l'on estime le nombre de Daces dans l'armée romaine à plus de 10 000 dans les guerres contre les Perses.
- entre 106-256 de notre ère en Dacie, et entre 15 et 580 en Mésie, une romanisation soutenue se met en place au nord de la ligne Jireček, par le mélange de populations d'origines et de langues diverses, par le commerce, l'administration et la construction de routes et de fortifications : le latin populaire devient lingua franca et cela donne naissance aux Thraco-Romains, appelés aussi Romains orientaux. Cependant, les possessions romaines sont souvent attaquées par les Daces libres (Carpiens, Costoboces, Tyrgètes) ainsi que par les Sarmates Roxolans, puis par les Huns, les Goths et d'autres « barbares », de sorte que la mainmise romaine sur le pays reste précaire. Au bout d'un moment, sous Hadrien, la Dacie, au nord du Danube, devient plus coûteuse à garder qu'elle ne rapporte en sel, or et bois, et l'empereur n'y maintient son administration et ses troupes que pour préserver la sécurité des nombreux colons romains.
- en 212 de notre ère, Caracalla étend la citoyenneté romaine à tous les hommes libres de l'Empire romain : les Daces deviennent donc des citoyens romains.
- en 256 de notre ère, sous Gallien, les Goths traversent les Carpates et chassent les Romains de Dacie, à l'exception de quelques places fortes entre le fleuve Timis et le Danube. Aucun détail de l'événement n'est connu, mais le principal argument qui corrobore l'affirmation de Ruffius Festus : « sous l'empereur Gallien la Dacie fut perdue » est l'arrêt brutal des inscriptions romaines et des monnaies dans le pays après 256.
- en 270-275 de notre ère, Aurélien retire toutes les troupes et réinstalle les colons romains au sud du Danube, en Mésie, où il crée la province de Dacie aurélienne, où se retrouvent également une partie des Daces romanisés fuyant l'attaque des Goths, qui continue. La Dacie aurélienne fut ensuite divisée en Dacie Ripense (en grec Δακία Παραποτάμια : la Dacie des berges du fleuve - il s'agit du Danube) autour de Ratiaria (aujourd'hui Arčar en Bulgarie entre Lom et Vidin : l'évolution linguistique de Ratiaria à Artchar montre une particularité phonologique de l'aroumain : "a" préposé au "r")[5], et Dacie Méditerranéenne, autour de Serdica (actuellement Sofia, capitale de la Bulgarie). Ultérieurement la Dacie Méditerranéenne sera à son tour subdivisée en Dardanie et Dacie Méditerranéenne. La Dacie aurélienne occupe, entre 271/275 et 285, la plus grande partie de ce qui est aujourd'hui la Serbie orientale et la Bulgarie. Ultérieurement ces “Dacies” formeront, avec les provinces de Mésie inférieure et de Prévalitaine, le Diocèse de Dacie, qui disparaîtra au VIIe siècle lors de l'installation en masse des Slaves et des Bulgares, qui remplacent l'autorité impériale et submergent les Thraces romanisés locaux, ancêtres des Valaques.

## L'«âge pastoral», de 271 à 1300
Cette période de l'histoire des ancêtres des Roumains et des Aroumains est ainsi surnommée par les historiens roumains (en référence à l'occupation principale des Thraco-Romains) parce qu'elle ne peut être connue que surtout à travers l'archéologie, la linguistique comparée et la toponymie, tandis que les sources écrites, tant épigraphiques que paléographiques, sont très succinctes et sujettes à controverses. Cette “diète documentaire” fait appeler cette période « Âge obscur » ou « Âge sombre » par les historiens hongrois, slaves, allemands ou occidentaux qui affirment que, puisqu'il n'y a pas de sources fiables, c'est que les ancêtres des Roumains ne s'y trouvaient pas. Suivant cette logique (« absence de preuve vaut preuve d'absence »), la quasi-totalité des atlas historiques occidentaux ne mentionne même pas l'existence des locuteurs des langues romanes orientales entre 271 et 1300, bien qu'ils soient attestés non seulement par la toponymie, mais tout de même aussi par des chroniqueurs comme Théophane le Confesseur, Théophylacte Simocatta, Kedrenos, Nicétas Choniatès et Anne Comnène. L'historien roumain Neagu Djuvara remarque : « Les arguments des thèses antagonistes peuvent tous être contestés, mais ils ont le mérite d'exister, tandis qu'aucun fait archéologique et aucune source écrite n'étayent l'hypothèse d'une disparition pure et simple des roumanophones pendant mille ans, qu'ils se soient envolés avec les hirondelles pour migrer en Afrique, ou qu'ils soient allés hiberner avec les ours dans les grottes des Carpates ou des Balkans… ». De plus, même s'il n'y avait aucune preuve archéologique ou toponymique et aucune mention écrite, la simple existence des actuelles langues romanes orientale suffit à prouver que les Daces et Thraces romanisés (« Valaques ») ont survécu à l'arrivée des Slaves et des Bulgares dans la région.
- en 271, la retraite romaine est définitive au nord du Danube. Les relations commerciales continuent néanmoins entre les deux rives du Danube, comme le prouvent l'archéologie et la toponymie. Si les historiens hongrois ou russes affirment que les Valaques (Daces et thraces romanisés) étaient totalement absents au nord du Danube, les historiens roumains leur demandent pourquoi cette population pastorale, transhumante et indigène aurait été la seule à ne pas pouvoir traverser les Balkans, les Carpates et le Danube, alors que les Goths, les Carpes, les Slaves, les Avars, les Bulgares, les Alains, les Magyars, les Pétchénègues, les Coumans, les Tatars et les Ottomans l'ont tous fait[7]. Quoi qu'il en soit, la création de la Dacie aurélienne au sud du Danube est une opération politique, pour masquer le déclin de l'Empire romain et peut-être pour préparer, en cas de redressement, la reconquête de la Dacie trajane[8].
- l'empereur roman Galère (règne de 293-311) est Dace, originaire du nord du Danube par sa mère. Parce que Galère a persécuté les chrétiens, l’auteur chrétien Lactance le présente sous un jour très noir dans son livre La Mort des persécuteurs : « au moment où il est devenu empereur, il s'est déclaré l'ennemi du nom même de "Romain" et proposa alors que l'empire soit appelé, non pas l'Empire romain, mais l'Empire dace » » ; en réalité cet empereur gouverne et défend efficacement l’Empire romain pendant près de vingt ans[9].
- le 271 à 381, les Daces du nord du Danube passent sous contrôle des tribus carpiennes, des Daces libres, et forment les Carpo-Daces.
- la présence des Thraco-Romains est mentionnée au VIe siècle par les chroniqueurs Théophane le Confesseur et Théophylacte Simocatta.
- plus tardivement (du IXe siècle au XIIIe siècle) les descendants des Daces (au nord du Danube) et des Thraces (au sud du Danube) sont touchés par la christianisation, en même temps que les Slaves (auparavant adeptes de la religion pravoslave), les Proto-Bulgares et les Magyars (auparavant adeptes de la foi tengriste).
- la datation au carbone 14 du Rohonczi Codex donne les années 1520-1530 : c'est un document apocryphe écrit sur du papier fabriqué en Italie. Mais les protochronistes, très influents en Roumanie, affirment que c'est la copie d'un original beaucoup plus ancien, qui serait écrit dans une langue de type dace très archaïque, à l'origine du latin vulgaire, et dans une graphie peu connue, qui serait un alphabet dace « danubien ». Ces dérives pseudohistoriques sont favorisées par les controverses nationalistes entre historiens des pays modernes, chacun tentant de démontrer son antériorité sur les autres[10].
- pour leur part, les historiens universitaires considèrent que le plus ancien document écrit authentique en langue roumaine moderne date de 1521, en alphabet cyrillique gréco-slavon, car, depuis le royaume des Bulgares et des Valaques au XIIe siècle, l'église et les chancelleries des états roumains utilisaient le slavon comme langue liturgique et officielle.